# Rebecca Pavan
Rebecca Pavan est une ancienne joueuse de volley-ball canadienne née le 17 avril 1990 à Kitchener (Ontario). Elle mesure 1,92 m et jouait au poste d'attaquante. Elle a totalisé 53 sélections en équipe du Canada. Sa sœur ainée Sarah Pavan est également joueuse de volley-ball. Elle a mis un terme à sa carrière de volleyeuse professionnelle en avril 2018.

## Clubs
| Club                   | De        | À         |
| ---------------------- | --------- | --------- |
| Wildcats du Kentucky   | 2008-2009 | 2010-2011 |
| Köpenicker SC          | 2012-2013 | 2012-2013 |
| VC Stuttgart           | 2013-2014 | 2013-2014 |
| Béziers Volley         | 2014-2015 | 2014-2015 |
| MKS Dąbrowa Górnicza   | 2015-2016 | 2015-2016 |
| Budowlani Toruń        | 2016-2017 | 2016-2017 |
| Trefl Proxima Cracovie | jan 2018  | mai 2018  |

## Palmarès
- Championnat d'Amérique du Nord de volley-ball féminin des moins de 18 ans 2006: Meilleur contreuse.
- Championnat d'Amérique du Nord de volley-ball féminin des moins de 20 ans 2008: Meilleur contreuse.